# Temporada 1978-79 de los New Jersey Nets
La temporada 1978-79 fue la tercera de los New Jersey Nets en la NBA, tras la fusión de la liga con la ABA, donde había jugado nueve temporadas, y la segunda en su nueva ubicación en Nueva Jersey. La temporada regular acabó con 37 victorias y 45 derrotas, ocupando el sexto puesto de la conferencia Este, clasificándose por primera vez para los playoffs.

## Elecciones en elDraft
| Ronda | Puesto | Jugador        | Posición | Nacionalidad   | Universidad   |
| ----- | ------ | -------------- | -------- | -------------- | ------------- |
| 1     | 13     | Winford Boynes | SG/SF    | Estados Unidos | San Francisco |
| 3     | 45     | Mike Phillips  | C        | Estados Unidos | Kentucky      |
| 3     | 62     | Dave Batton    | C        | Estados Unidos | Notre Dame    |
| 4     | 84     | Walter Jordan  | SF       | Estados Unidos | Purdue        |
| 10    | 187    | Michael Vicéns | SF       | Puerto Rico    | Holy Cross    |

## Temporada regular
| División Central     | División Central | División Central | División Central | División Central | División Central | División Central | División Central | División Central |
| Equipo               | G                | P                | %                | PD               | Casa             | Fuera            | Div              |                  |
| -------------------- | ---------------- | ---------------- | ---------------- | ---------------- | ---------------- | ---------------- | ---------------- | ---------------- |
| y-Washington Bullets | 54               | 28               | .659             | –                | 31–10            | 23–18            | 11–5             |                  |
| x-Philadelphia 76ers | 47               | 35               | .573             | 7                | 31–10            | 16–25            | 9–7              |                  |
| x-New Jersey Nets    | 37               | 45               | .451             | 17               | 25–16            | 12–29            | 7–9              |                  |
| New York Knicks      | 31               | 51               | .378             | 23               | 23–18            | 8–33             | 7–9              |                  |
| Boston Celtics       | 29               | 53               | .354             | 25               | 21–20            | 8–33             | 6–10             |                  |

## Playoffs

### Primera ronda
New Jersey Nets vs.  Philadelphia 76ers 
| Fecha       | Partido                                     | Ciudad       |
| ----------- | ------------------------------------------- | ------------ |
| 11 de abril | Philadelphia 76ers 122, New Jersey Nets 114 | Philadelphia |
| 13 de abril | New Jersey Nets 101, Philadelphia 76ers 111 | Piscataway   |
|             | Philadelphia 76ers gana las series 2-0      |              |

## Estadísticas
| Rk | Jugador             | Edad | P  | PT | MP   | TC  | TCI  | %TC  | TL  | TLI | %TL  | RO  | RD  | RT  | AS  | RB  | TAP | BP  | FP  | PTS  |
| -- | ------------------- | ---- | -- | -- | ---- | --- | ---- | ---- | --- | --- | ---- | --- | --- | --- | --- | --- | --- | --- | --- | ---- |
| 1  | Bernard King        | 22   | 82 |    | 34.9 | 8.7 | 16.6 | .522 | 4.3 | 7.5 | .564 | 3.1 | 5.1 | 8.2 | 3.6 | 1.4 | 0.5 | 3.9 | 4.0 | 21.6 |
| 2  | John Williamson     | 27   | 74 |    | 33.1 | 8.6 | 18.5 | .465 | 5.0 | 5.9 | .854 | 0.7 | 1.9 | 2.6 | 3.4 | 1.2 | 0.2 | 3.1 | 2.9 | 22.2 |
| 3  | Eric Money          | 23   | 47 |    | 30.5 | 6.9 | 14.4 | .481 | 2.9 | 3.9 | .743 | 1.2 | 1.5 | 2.7 | 5.3 | 1.6 | 0.2 | 3.5 | 2.8 | 16.7 |
| 4  | Eddie Jordan        | 24   | 82 |    | 27.6 | 4.9 | 11.7 | .418 | 2.6 | 3.3 | .777 | 0.9 | 1.7 | 2.6 | 4.5 | 2.5 | 0.5 | 3.0 | 2.5 | 12.4 |
| 5  | George Johnson      | 30   | 78 |    | 26.4 | 2.6 | 6.2  | .427 | 1.3 | 1.8 | .761 | 2.6 | 5.3 | 7.9 | 1.1 | 0.9 | 3.2 | 2.3 | 4.0 | 6.6  |
| 6  | Jan van Breda Kolff | 27   | 80 |    | 25.0 | 2.5 | 5.3  | .463 | 1.8 | 2.3 | .798 | 1.4 | 3.4 | 4.8 | 2.3 | 1.1 | 0.9 | 1.7 | 2.9 | 6.7  |
| 7  | Harvey Catchings    | 27   | 32 |    | 20.6 | 2.3 | 5.5  | .423 | 1.5 | 1.9 | .770 | 2.2 | 4.2 | 6.4 | 0.9 | 0.5 | 1.8 | 1.6 | 2.8 | 6.1  |
| 8  | Bob Elliott         | 23   | 14 |    | 20.1 | 2.9 | 5.2  | .562 | 2.9 | 4.0 | .732 | 1.1 | 2.9 | 4.0 | 1.6 | 0.4 | 0.3 | 1.9 | 2.4 | 8.8  |
| 9  | Tim Bassett         | 27   | 82 |    | 18.4 | 1.4 | 3.8  | .371 | 1.1 | 1.6 | .679 | 2.1 | 3.0 | 5.1 | 1.2 | 0.5 | 0.4 | 1.3 | 2.7 | 3.9  |
| 10 | Wilson Washington   | 23   | 62 |    | 18.4 | 3.5 | 7.0  | .502 | 1.1 | 1.7 | .635 | 1.4 | 3.3 | 4.7 | 0.8 | 0.5 | 1.1 | 1.6 | 3.0 | 8.1  |
| 11 | Phil Jackson        | 33   | 59 |    | 18.1 | 2.4 | 5.1  | .475 | 1.5 | 1.8 | .819 | 1.0 | 2.0 | 3.0 | 1.4 | 0.8 | 0.4 | 1.3 | 2.8 | 6.3  |
| 12 | Winford Boynes      | 21   | 69 |    | 17.0 | 3.7 | 8.6  | .430 | 1.9 | 2.4 | .787 | 0.9 | 1.4 | 2.2 | 1.1 | 0.6 | 0.1 | 1.7 | 1.7 | 9.3  |
| 13 | Ralph Simpson       | 29   | 32 |    | 16.5 | 2.7 | 7.4  | .367 | 1.5 | 2.2 | .676 | 0.6 | 1.3 | 1.9 | 2.1 | 0.4 | 0.1 | 1.7 | 0.9 | 6.9  |
| 14 | Al Skinner          | 26   | 23 |    | 14.5 | 2.4 | 5.4  | .440 | 3.1 | 3.6 | .878 | 0.5 | 1.3 | 1.8 | 2.1 | 1.0 | 0.1 | 1.7 | 2.3 | 7.9  |